# V.90
V.90 est le standard recommandé par l'UIT-T, pour les modems téléphoniques pouvant atteindre une vitesse de 56 kbit/s en aval et de 33,6 kbit/s en amont.
Ce standard a été approuvé en septembre 1998, mettant fin à la bataille entre deux technologies de transfert 56 kbit/s, soit le X2 de 3Com/US Robotics et le K56flex de Rockwell Semiconductor (en). Ce standard est aussi connu sous le nom de « V.Last » car il était anticipé à être le dernier protocole pour les modems téléphoniques, sa vitesse de transfert étant très près de la limite théorique des lignes téléphoniques standards (POTS). Finalement, il fut amélioré sous le standard V.92.